# Портальс, Жан-Франсуа
Жан-Франсуа Портальс (фр. Jean-François Portaels [pɔʁ.tals], нидерл. Jan Frans Portaels; 3 апреля 1818, Вилворде — 8 февраля 1895, Брюссель) — бельгийский художник-ориенталист, профессор.

## Жизнь и творчество
Ж.-Ф. Портальс родился в семье богатого пивовара, который также был мэром Вилворде. Большую часть своего времени он проводил за рисованием сцен своего родного города. В 1836 году отец отправил его учиться в брюссельскую Академию художеств под руководством Франсуа Навеза. Портальс учился вместе с другими блестящими учениками, такими как Шарль де Гру и Жозеф Сталларт. В 1841 году он отправился в Париж, где продолжил учиться у Поля Делароша. В свободное время он изучал работы старых мастеров в Лувре и посещал парижские салоны в поисках вдохновения. В 1842 году был удостоен Большой Римской премии и отправился в путешествие по Европе и Ближнему Востоку. После возвращения на родину в 1847 году занял пост директора Академии художеств в Генте и открыл свою художественную мастерскую. В 1874 году Портальс совершил поездку в Марокко; по возвращении возглавил брюссельскую Академию живописи.
Ж.-Ф. Портальс был плодовтитым художником. Кроме полотен, посвящённых Востоку, он писал портреты, картины исторической и религиозной тематики. Выполнял также художественные работы для собора св. Иакова в Брюсселе. Произведения Портальса относятся неоклассическому и романтическому стилям живописи. Его работы оказали большое влияние на развитие бельгийской художественной школы. Имел много учеников, среди прочих — Тео ван Рейссельберге, Эмиля Вотара, Леона Фредерика, Эжена Ларманса, скульптора Шарля ван дер Стапена.

## Галерея

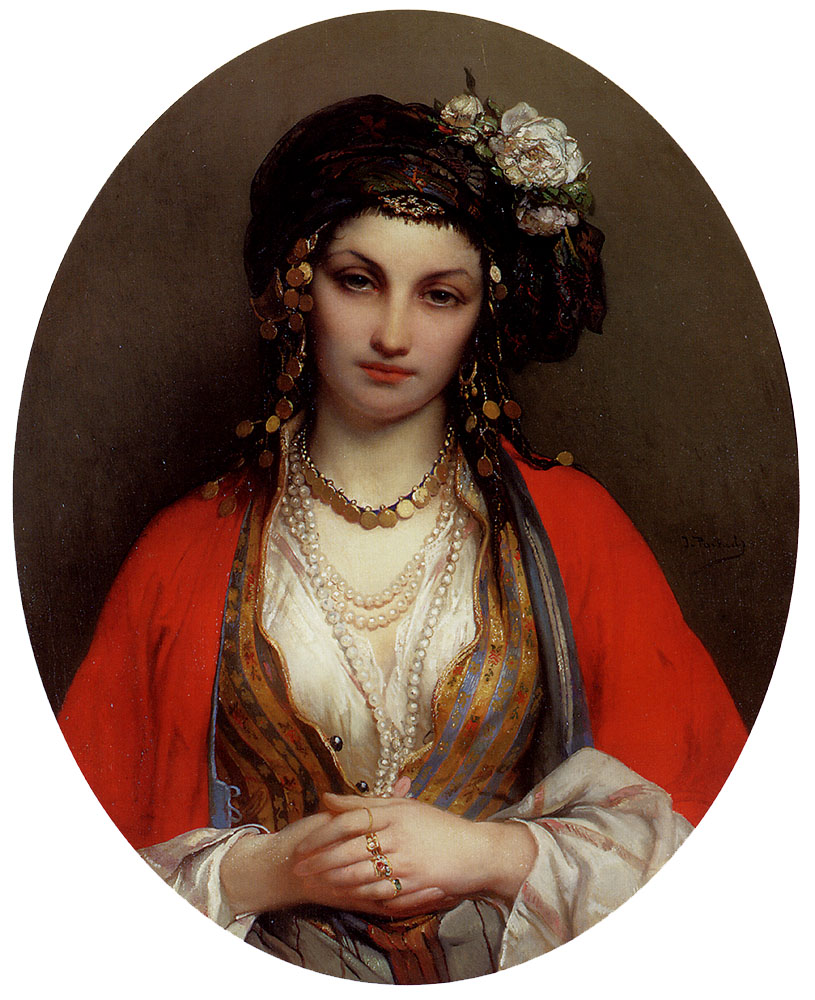
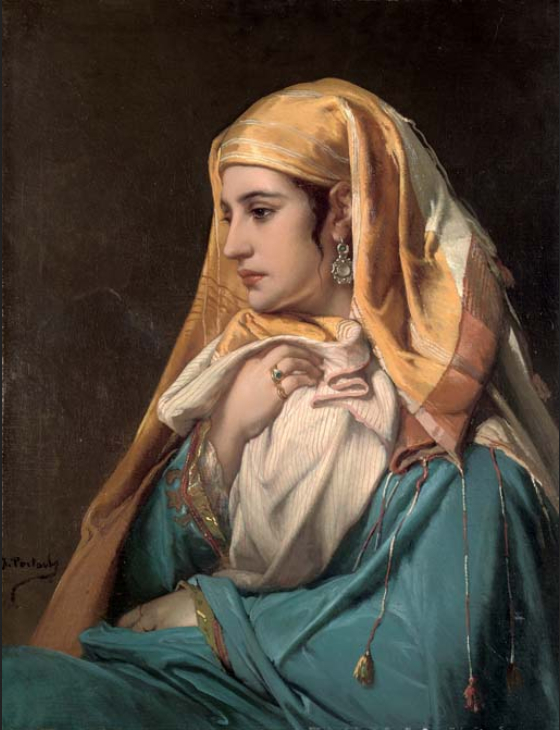
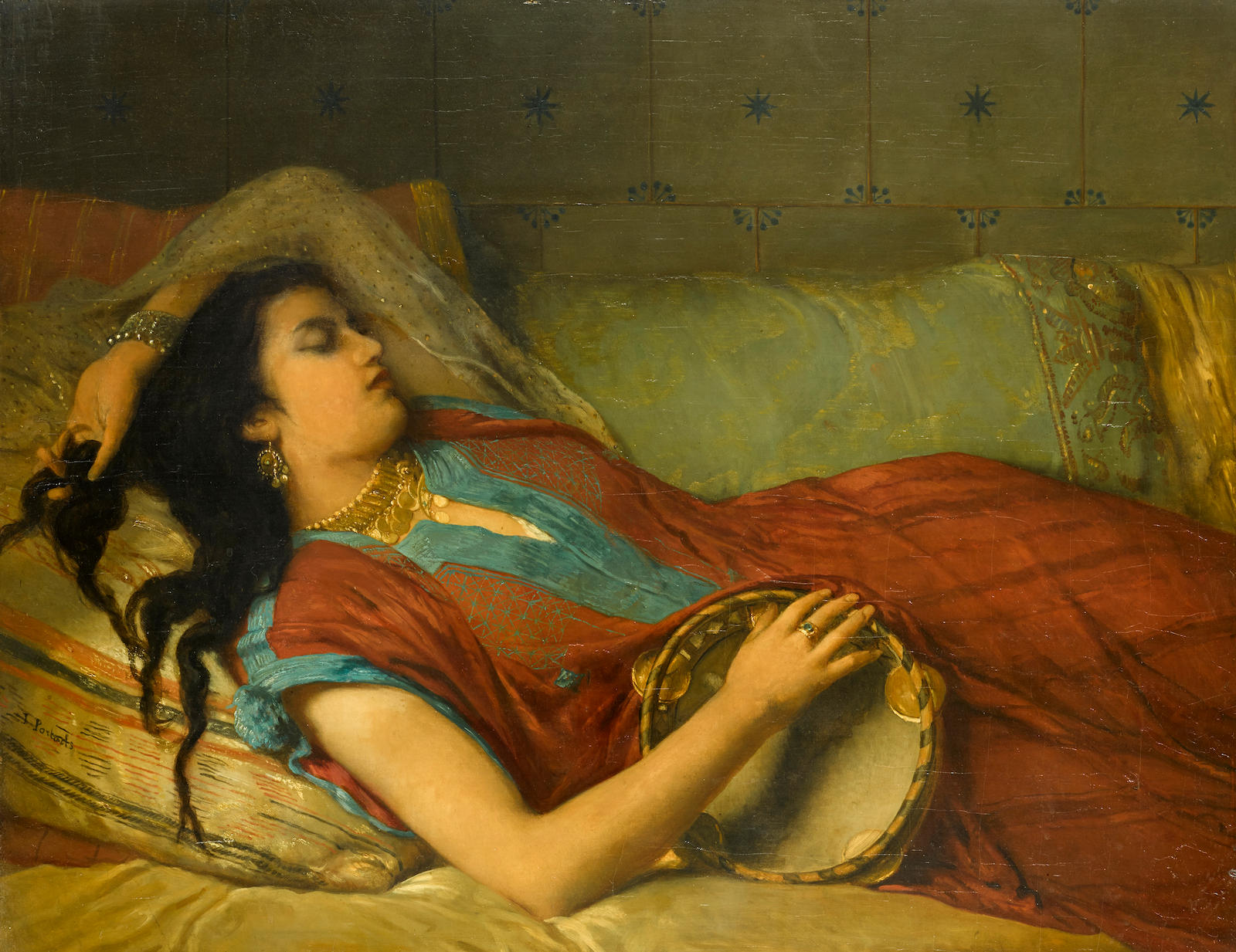
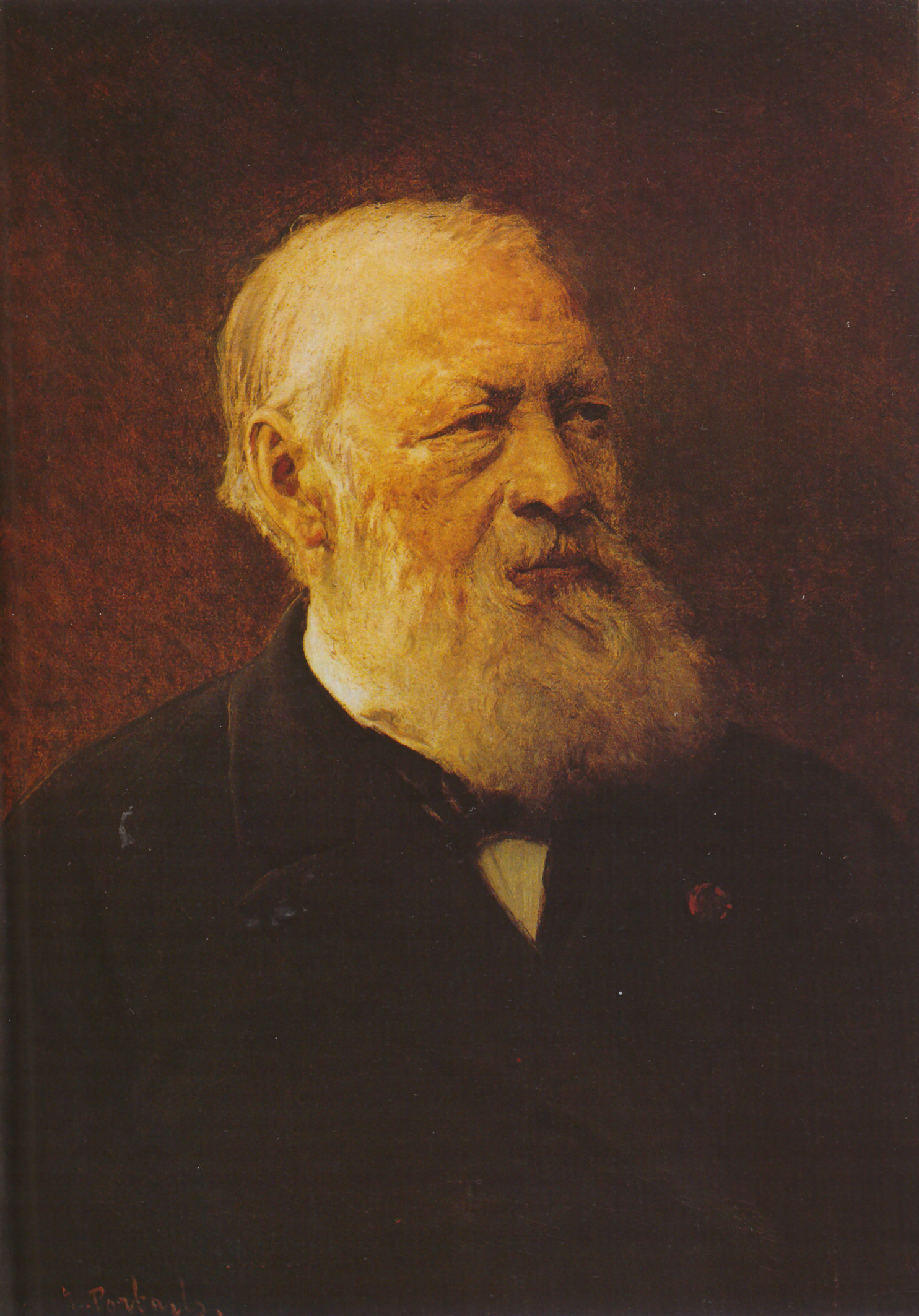
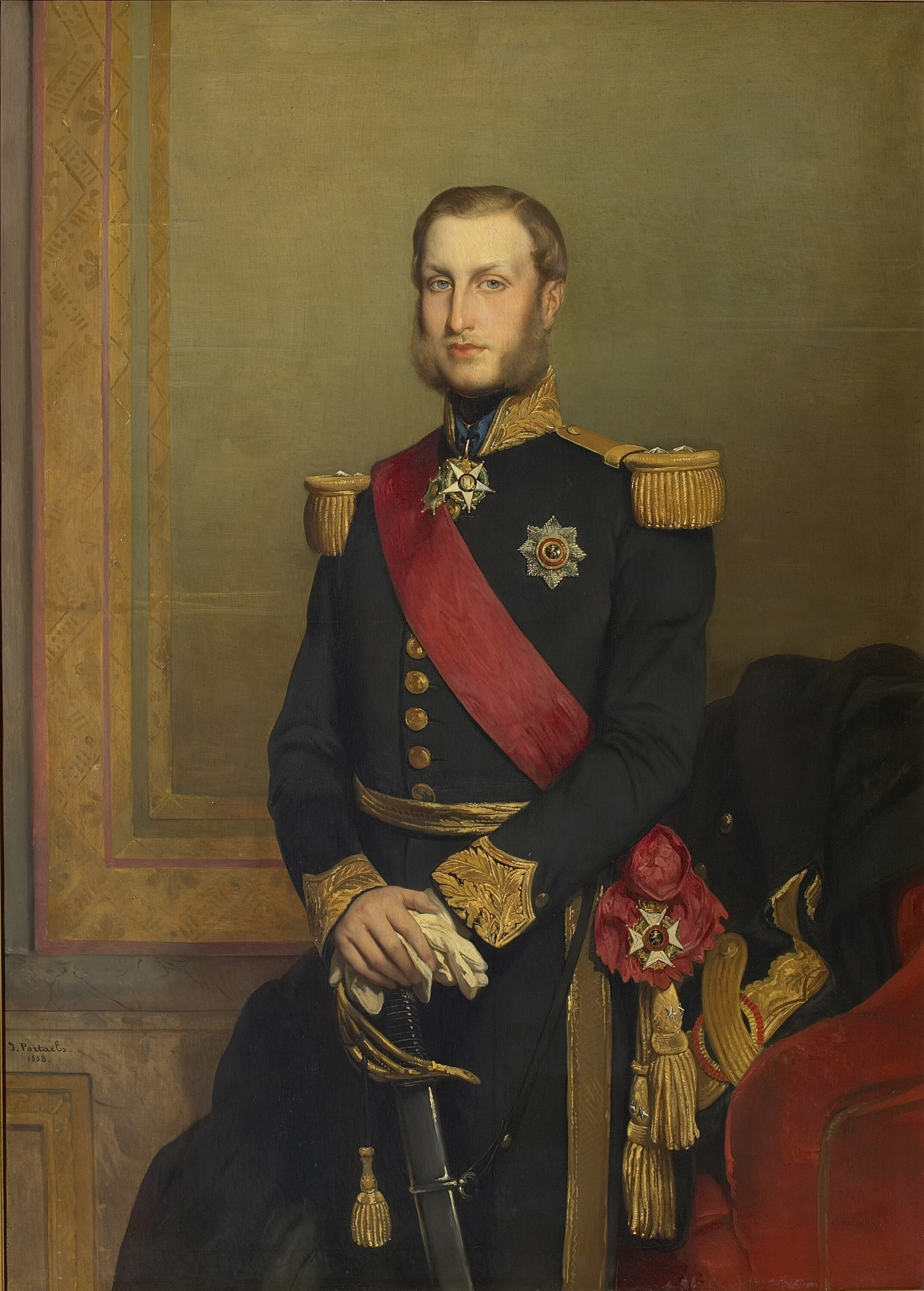